# Rudolf Teschner
Rudolf Teschner (ur. 16 lutego 1922 w Poczdamie, zm. 23 lipca 2006 w Berlinie) – niemiecki szachista i publicysta, arcymistrz od 1992 roku.

## Życiorys
Najlepsze wyniki w swojej karierze osiągnął w latach 50. i 60. XX wieku. W roku 1951 zdobył w Düsseldorfie tytuł mistrza Niemiec. Dwukrotnie (w latach 1952 i 1956) reprezentował RFN na szachowych olimpiadach. Największym indywidualnym sukcesem Rudolfa Teschnera było dz. II m. (za Fridkiem Olafssonem, wraz z Adreasem Dücksteinem, przed Bentem Larsenem) w turnieju strefowym w Berg en Dal w roku 1960 i awans do rozegranego w 1962 roku w Sztokholmie turnieju międzystrefowego, w którym zajął XXI miejsce.
W czasie swojej kariery siedmiokrotnie zdobył tytuł mistrza Berlina. Spośród sukcesów w międzynarodowych turniejach wymienić należy dwukrotne dz. I w Reggio Emilli (1963/64, wraz z Erno Geberenem, Janosem Fleschem i Gedeonem Barczą oraz 1964/65, wraz z Mario Bertokiem, Istvanem Bilkiem i Dragoljubem Miniciem), I m. w Monako (1967, turniej B) oraz dz. IV m. w silnie obsadzonym turnieju w Bambergu (1968, za Paulem Keresem, Tigranem Petrosjanem i Lotharem Schmidem, wraz z Wolfgangiem Unzickerem i Borislavem Ivkovem).
W 1957 r.  otrzymał tytuł mistrza międzynarodowego, a w 1992 r. Międzynarodowa Federacja Szachowa nadała mu - za osiągnięcia z przeszłości - honorowy tytuł arcymistrza.
W latach 1950–1988 był wydawcą szachowego magazynu Deutsche Schachzeitung. Jest autorem wielu książek i artykułów o tematyce szachowej.

## Wybrane publikacje
- Der kleine Bilguer, Berlin 1953 (wraz z Kurtem Richterem)
- Schachmeisterpartien 1960-1965, Stuttgart 1966
- Schachmeisterpartien 1966-1970, Stuttgart 1971
- Meisterspiele - Unvergeßliche Schachpartien, Monachium 1972
- Schachmeisterpartien 1971-1975, Stuttgart 1977
- Turnierpartien der Gegenwart, Stuttgart 1978
- Sie sind am Zug - 300 Schach-Kombinationen, Monachium 1979
- Das moderne Schachlehrbuch, Monachium 1980
- Schachmeisterpartien 1976-1980, Stuttgart 1983
- Schach für Fortgeschrittene, Niedernhausen 1986
- Schachmeisterpartien 1981-1985, Stuttgart 1986
- Schachmeisterpartien 1986-1990, Stuttgart 1991
- Fischer gegen Spasski 1972 und 1992, Zurych 1993
- Eine Schule des Schachs in 40 Stunden Zurych 1993